# Canteleu
Canteleu es una comuna francesa situada en el departamento de Sena Marítimo, en la región de Normandía.
La aldea de Croisset, que forma parte de la comuna, es famosa porque Gustave Flaubert vivió allí desde 1845 hasta su muerte, en 1880.

## Demografía
| 2 842                     | 2 662 | 2 766 | 2 945 | 3 370 | 3 591 | 3 594 | 3 411 | 3 371 | 3 359 | 3 490 | 3 340 | 3 145 | 3 246 | 3 528 | 3 714 | 3 630 | 3 595 | 3 572 | 3 400 | 3 600 | 3 774 | 3 892 | 4 074 | 4 099 | 4 330 | 4 470 | 10 252 | 13 415 | 14 174 | 15 276 | 16 090 | 15 430 | 14 430 | 14 244 |
| (Fuente: INSEE y Cassini) |       |       |       |       |       |       |       |       |       |       |       |       |       |       |       |       |       |       |       |       |       |       |       |       |       |       |        |        |        |        |        |        |        |        |